# Daedalic Entertainment

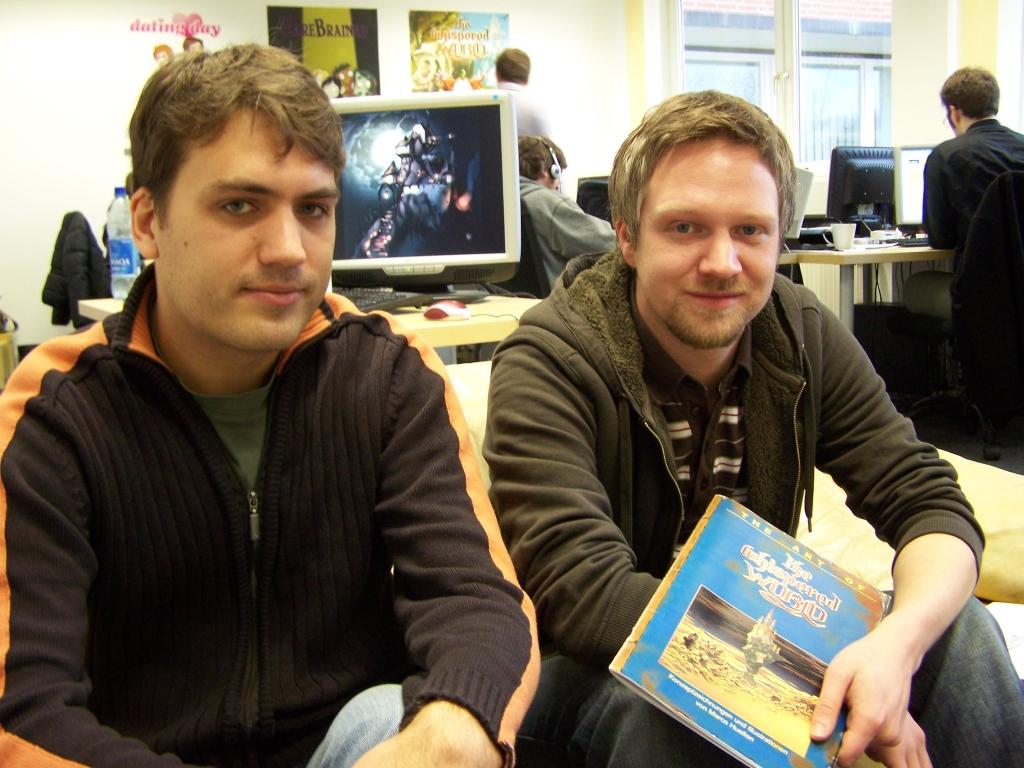
Creatief directeur Jan Müller-Michaelis (l) en Marco Hüllen (r).

Daedalic Entertainment is een uitgever van computerspellen uit Duitsland dat werd opgericht in 2007 door Carsten Fichtelmann. Het hoofdkantoor is gevestigd in Hamburg. Het bedrijf richtte zich initieel ook op ontwikkeling van eigen computerspellen. In de beginjaren maakten ze humristische avonturenspelen die zich afspelen in een cartoonachtige wereld. Deze spellen werden over het algemeen door recensenten als goed ervaren, wat ook de vele prijzen verklaart die het bedrijf, voornamelijk in eigen land, heeft gewonnen.
In mei 2014 verwierf Bastei Lübbe 51% van de aandelen en richtte een bijkomende studio op in Düsseldorf. In 2018 werd er een derde studio opgericht in Munchen. Kort daarna verkocht Baster Lübbe al zijn aandelen na financiële moeilijkheden wat uiteindelijk tot het faillissemt leidde van de studio in Düsseldorf en Munchen. 
In april 2022 kocht Nacon het bedrijf volledig op voor een geschat bedrag van 60 miljoen Amerikaanse dollar.
Nadat het eigen spel The Lord of the Rings: Gollum in 2023 flopte, werden 25 van de 90 medewerkers ontslagen en de ontwikkelstudio werd gesloten. Sindsdien fungeert Daedalic Entertainment enkel als uitgever van computerspellen-van-derden.

## Spellen
De datum achter de spellen verwijst naar het jaar waarin het spel oorspronkelijk uitkwam. Meestal is dit een Duitstalige versie.

### Als ontwikkelaar
- Edna & Harvey: The Breakout (2008)
- The Whispered World (2009)
- Ravensburger Puzzle (2011))
- The Chronicles of Shakespeare: Romeo & Juliet (2011)
- A New Beginning (2010)
- Edna and Harvey: Harvey's New Eyes (2011)
- TDE: Chains of Satinav (2012)
- Deponia (2012)
- Chaos on Deponia ((2012)
- The Night of the Rabbit (2013)
- Memoria (2013)
- 1954 Alcatraz (2013)[11]
- Goodbye Deponia (2013)[12]
- BlackGuards (2014)
- Deponia Doomsday (2016)
- Silence (2016)
- The Long Journey Home (2017)
- Ken Follett's The Pillars of the Earth (2017)
- State of Mind (2018)
- Edna & Harvey: The Breakout – Anniversary Edition (2019)
- A Year of Rain (2020)
- The Lord of the Rings: Gollum (2023)

### Als uitgever
- Bone (2008)
- Machinarium (2009)
- Wallace & Gromit's Grand Adventures (2010)
- Tales of Monkey Island (2010)
- Stasis (2015)